# Epicarsia diagramma
Epicarsia diagramma är en fjärilsart som beskrevs av George Francis Hampson 1926. Epicarsia diagramma ingår i släktet Epicarsia och familjen nattflyn. Inga underarter finns listade i Catalogue of Life.